# (167208) Lelekovice
(167208) Lelekovice est un astéroïde de la ceinture principale.

## Description
(167208) Lelekovice est un astéroïde de la ceinture principale. Il fut découvert le 17 octobre 2003 à l'observatoire d'Ondřejov par Peter Kušnirák et Kamil Hornoch. Il présente une orbite caractérisée par un demi-grand axe de 2,65 UA, une excentricité de 0,19 et une inclinaison de 4,8° par rapport à l'écliptique.

## Compléments